# Xestia kollari
Xestia kollari là một loài bướm đêm thuộc họ Noctuidae. Nó được tìm thấy ở miền nam Urals tới vùng Amur, miền bắc Mông Cổ, Hàn Quốc, Nhật Bản cũng như from Trung Quốc, Ussuri và Kamchatka.
Sải cánh dài 45–55 mm.

## Phụ loài
- Xestia kollari kollari (miền nam Urals to the Amur region, miền bắc Mongolia, Korea, Japan)
- Xestia kollari cây mậnbata Butler, 1881 (China, Ussuri, Kamchatka)